# Kedai Paya
Kedai Paya is een bestuurslaag in het regentschap Aceh Barat Daya van de provincie Atjeh, Indonesië. Kedai Paya telt 749 inwoners (volkstelling 2010).